# Хлебоприёмный Пункт (Омская область)
Хлебоприёмный Пункт — посёлок в Большереченском районе Омской области России. Входит в состав Такмыкского сельского поселения.

## География
Посёлок находится в восточной части Омской области, на левом берегу реки Иртыш, на расстоянии примерно 24 км (по прямой) к северо-востоку (NNE) от посёлка городского типа Большеречье, административного центра района. Абсолютная высота — 71 м над уровнем моря.

## Население
| 2002 | 2010 | 2021 |
| ---- | ---- | ---- |
| 20   | ↘8   | ↘6   |

Гендерный состав
По данным Всероссийской переписи населения 2010 года, в гендерной структуре населения мужчины составляли 25 %, женщины — соответственно 75 %.
Национальный состав
Согласно результатам переписи 2002 года, в национальной структуре населения русские составляли 100 %.

## Улицы
Уличная сеть посёлка состоит из одной улицы (ул. Иртышская).